# Tennis ai Giochi della XXVIII Olimpiade
Le gare di tennis dei Giochi della XXVIII Olimpiade si sono svolte tra il 15 e il 22 agosto 2004 all'Athens Olympic Sports Complex. Sono stati assegnati 4 set di medaglie nelle seguenti specialità:
- singolare maschile
- singolare femminile
- doppio maschile
- doppio femminile

Per la prima volta il torneo olimpico ha attribuito punti valevoli per le classifiche ATP e WTA. Questo ha fatto sì che partecipassero molti dei più forti tennisti al mondo.

## Calendario
| Uomini |  |  |  |  |  |  | Doppio | Singolo        | 1 |
| Donne  |  |  |  |  |  |  |        | Doppio Singolo | 1 |
| Totale |  |  |  |  |  |  | 1      | 3              | 4 |

|  | Qualificazioni |  | FINALI |

## Podi

### Uomini
| Evento                      | Oro                                  | Argento                                  | Bronzo                            |
| Singolo maschile (dettagli) | Nicolás Massú                        | Mardy Fish                               | Fernando González                 |
| Doppio maschile (dettagli)  | Cile Fernando González Nicolás Massú | Germania Nicolas Kiefer Rainer Schüttler | Croazia Mario Ančić Ivan Ljubičić |

### Donne
| Evento                       | Oro                       | Argento                                         | Bronzo                                   |
| Singolo femminile (dettagli) | Justine Henin             | Amélie Mauresmo                                 | Alicia Molik                             |
| Doppio femminile (dettagli)  | Cina Li Ting Sun Tiantian | Spagna Conchita Martínez Virginia Ruano Pascual | Argentina Paola Suárez Patricia Tarabini |

## Medagliere
| Posizione | Paese       |   |   |   | Totale |
| --------- | ----------- | - | - | - | ------ |
| 1         | Cile        | 2 | 0 | 1 | 3      |
| 2         | Belgio      | 1 | 0 | 0 | 1      |
| 2         | Cina        | 1 | 0 | 0 | 1      |
| 4         | Spagna      | 0 | 1 | 0 | 1      |
| 4         | Francia     | 0 | 1 | 0 | 1      |
| 4         | Germania    | 0 | 1 | 0 | 1      |
| 4         | Stati Uniti | 0 | 1 | 0 | 1      |
| 8         | Argentina   | 0 | 0 | 1 | 1      |
| 8         | Australia   | 0 | 0 | 1 | 1      |
| 8         | Croazia     | 0 | 0 | 1 | 1      |
| Totale    | Totale      | 4 | 4 | 4 | 12     |